# 778
778 (DCCLXXVIII) je bilo navadno leto, ki se je po julijanskem koledarju začelo na četrtek.

## Dogodki
- bitka pri Roncesvallesu

## Rojstva
- Ludvik Pobožni, frankovski kralj in cesar († 840)